# Eucalyptus resinifera
Eucalyptus resinifera är en myrtenväxtart som beskrevs av James Edward Smith. Eucalyptus resinifera ingår i släktet Eucalyptus och familjen myrtenväxter. Inga underarter finns listade i Catalogue of Life.

## Bildgalleri

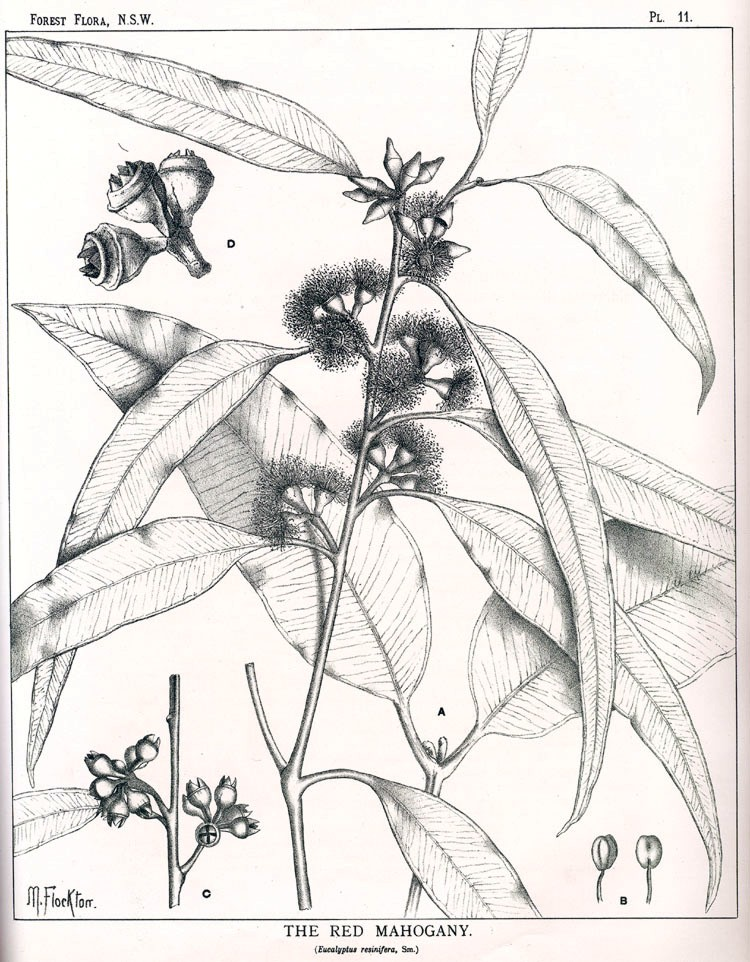